# 挾間町時松
挾間町時松（はさままちときまつ）とは、大分県由布市内の大字。郵便番号は879-5524。

## 地理
由布市の東部に位置する。挾間町朴木、挾間町鬼瀬、庄内町櫟木、庄内町東長宝、庄内町西長宝、庄内町東大津留、庄内町小挾間と接する。

## 歴史
- 1954年10月1日 - 大分郡挾間村・谷村・石城川村・由布川村が合併し、挾間村が成立。（大分郡挾間村）
- 1955年4月1日 - 町制施行し、挾間町となる。（大分郡挾間町大字時松）
- 2005年10月1日 - 挾間町・庄内町・湯布院町で新設合併、市政施行で由布市が成立。大字表記および、小字、「番地の」の「の」が廃止される。（由布市挾間町時松）[3]。

## 小・中学校の学区
市立小・中学校に通う場合、学区は以下の通りとなる。
| 町名       | 小学校             | 中学校             |
| ---------- | ------------------ | ------------------ |
| 挾間町時松 | 由布市立挾間小学校 | 由布市立挾間中学校 |

## 交通

### バス
由布市コミュニティバスが運行する